# Villa Blumberger
Die Villa Blumberger liegt im Ursprungsstadtteil der sächsischen Stadt Radebeul, in der Clara-Zetkin-Straße 12. Sie wurde 1903–1905 durch den Bauunternehmer Ernst Hermann Blumberger nach einem Entwurf des Architekten Oskar Menzel errichtet.

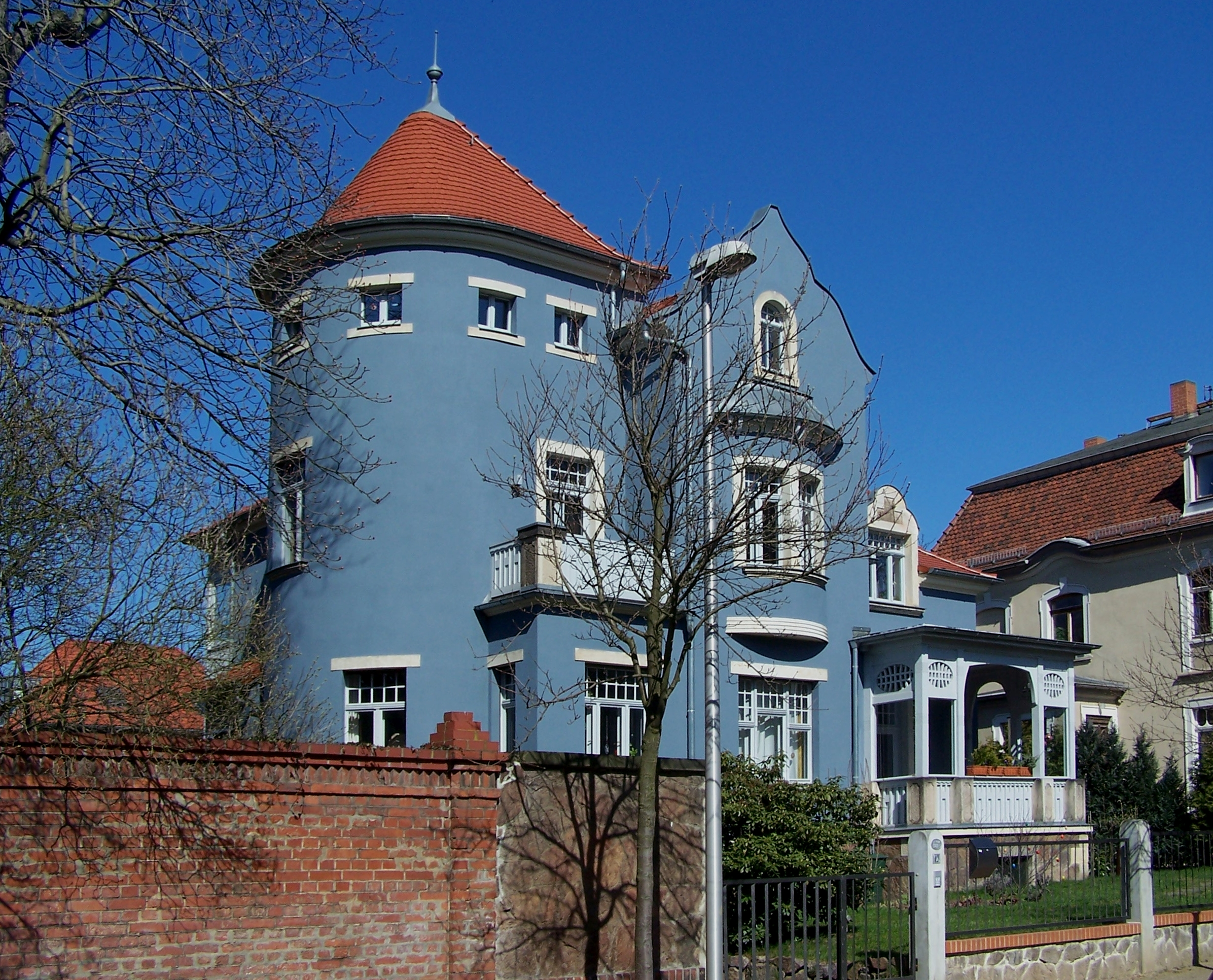
Villa Blumberger

## Beschreibung
Die zweigeschossige, einschließlich Einfriedung unter Denkmalschutz stehende Villa ist ein „außerordentlich malerisch-bewegte[s]“ Gebäude.
Der Putzbau mit später vereinfachter Gliederung steht auf einem Sandsteinsockel und hat ein ziegelgedecktes, hohes Walmdach. Von der Straße aus steht etwa mittig ein Risalit mit einem geschweiften Giebel sowie einem segmentbogigen Erker im Obergeschoss. Auf der linken Seite des Gebäudes überragt ein halbrunder Treppenturm mit hohem Dach und Spitze das restliche Gebäude. In der Rücklage links des Risaliten zum Treppenturm steht ein eingeschossiger Vorbau mit einem Austritt obenauf. Rechts des Risaliten tritt eine eingeschossige Holzveranda vor die Gebäudeflucht. Darüber ein sandsteingefasstes Fenster, das die Traufkante nach oben durchbricht. Auf der Rückseite des Gebäudes hängt ein hölzerner Balkon.